# Александровский сад (Новочеркасск)
Алекса́ндровский сад (с 1920 — Городской парк культуры и отдыха, с 2004 — Александровский сад) — сад в Центральном районе Новочеркасска. Занимает квартал между Атаманской, Александровской и Пушкинской улицами и Платовским проспектом. Сад открыт в 1832 году и назван в честь Императора Александра I. Занимает площадь 5 га. На его территории находятся знаковые объекты, такие как Атаманский дворец 1863 года, захоронение продработников, погибших от рук кулацких бандитов 21 февраля 1921 года, памятник атаману М. И. Платову, мемориальный камень в память о новочеркасском расстреле, а также фонтаны и аттракционы.

## История

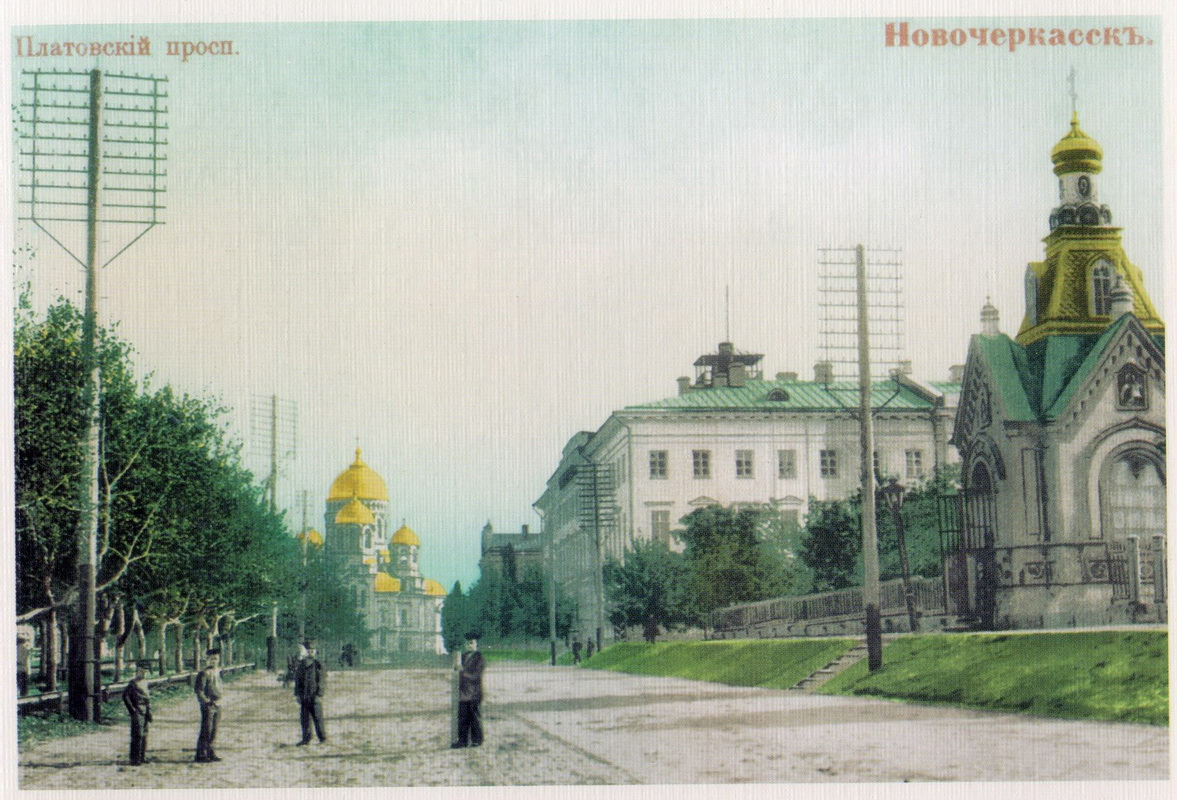
Платовский проспект на дореволюционной открытке. Справа видна ограда Александровского сада и часовни

Закладку Александровского сада связывают с именем наказного атамана М. Г. Хомутова. Парк возник на территории пустовавшей Александровской площади. Он занял её южную часть и двумя крыльями выходил к Платовскому проспекту. Правое — «Детский парк» — сохранилось до наших дней. Достопримечательностями Александровского сада были два кургана, расположенные в восточной и западной его частях и каменная арка, органично вписанная в рельеф. 
Александровский сад состоял из липовых аллей с тырсовым покрытием (смесь ракушечника и меотиса), вдоль которых стояли скамьи-кресла. По вечерам на эстраде выступали музыканты. Посетителей привлекала смотровая площадка большого кургана, с которой открывался вид на степные дали. Время от времени смотровая площадка оформлялась ажурной деревянной беседкой.
В 1853 году у центрального входа в сад был открыт памятник основателю Новочеркасска Матвею Ивановичу Платову. Это было первое скульптурное произведение в городе. В 1863 году позади памятника Платову был построен Атаманский дворец. Между ним и сквером образовалась улица, названная Дворцовой, и застроенная впоследствии капитальными двухэтажными зданиями общественного назначения. Улица четырьмя проездами соединялась с проспектом.
С вводом в эксплуатацию первого городского водопровода в 1865 году в саду заработал фонтан. Окончательное оформление Александровского сада завершилось, когда его территория была обнесена капитальной оградой архитектора Радионова, — между круглыми чугунными столбами, установленными по цоколю из пиленого известняка-ракушечника, закреплялись секции решеток, состоявшие из вертикальных элементов, связывающих дуг и объединяющих нижних и верхних горизонтальных тяг. В нескольких местах в ограде были предусмотрены ворота и калитки.
В 1881 году в створе оград на участках, выходящих к Платовскому проспекту, были возведены небольшие часовни, а в 1892-96 годах на участке, примыкавшем к саду с южной стороны, рядом со стоявшей там деревянной церковью, по проекту архитектора Н. Е. Анохина была построена каменная Александровская церковь (деревянную после этого разобрали).
После установления в Новочеркасске советской власти часовни были снесены, а на платовский пьедестал в 1923 году была установлена скульптура В. И. Ленина. Во время Великой Отечественной войны была уничтожена левая часть гостиного двора и на участке до Атаманской улицы (тогда Советской) образовался пустырь. Первое время его занимал стадион, после на этом месте были возведены здания городской администрации, универмага и ресторана. В 50-е, 60-е годы в парке построили летний кинотеатр «Ударник», кафе-ресторан «Весна», а у подножия кургана — танцплощадку. По проектам архитектора Н. Я. Гладких главный вход в парк оформили аркой, а перед входами в кафе и кинотеатр соорудили колоннады. В 1970-х вековая ограда парка была демонтирована, в детской части парка установили колесо обозрения. Аттракционы и павильоны всё больше вытесняли здесь зелёные насаждения.
2 июня 1962 года сквер перед Атаманским дворцом стал центром противостояния рабочих Новочеркасского электровозостроительного завода и армейских подразделений, вошедших в город для подавления протестов на НЭВЗе. По толпе был открыт огонь, в результате которого, по официальным данным, погибло 24 человека.
К 35-й годовщине победы в Великой Отечественной войне древний курган увенчался стилизованными штыками и стал именоваться Курганом Славы. В 1993 году был воссоздан на том же постаменте памятник Платову. В 2003 году, к 250-летнему юбилею атамана Платова большая часть главной аллеи сада была вымощена плиткой, отремонтирован старый фонтан, установлен новый.
26 мая 2017 года, на центральной аллее Александровского сада, был открыт памятник Александру Позыничу — морскому пехотинцу погибшему при исполнении воинского долга в Сирии, уроженцу города Новочеркасска.

## Достопримечательности сада

### Памятник М. И. Платову
Объект культурного наследия № 6101099000, 

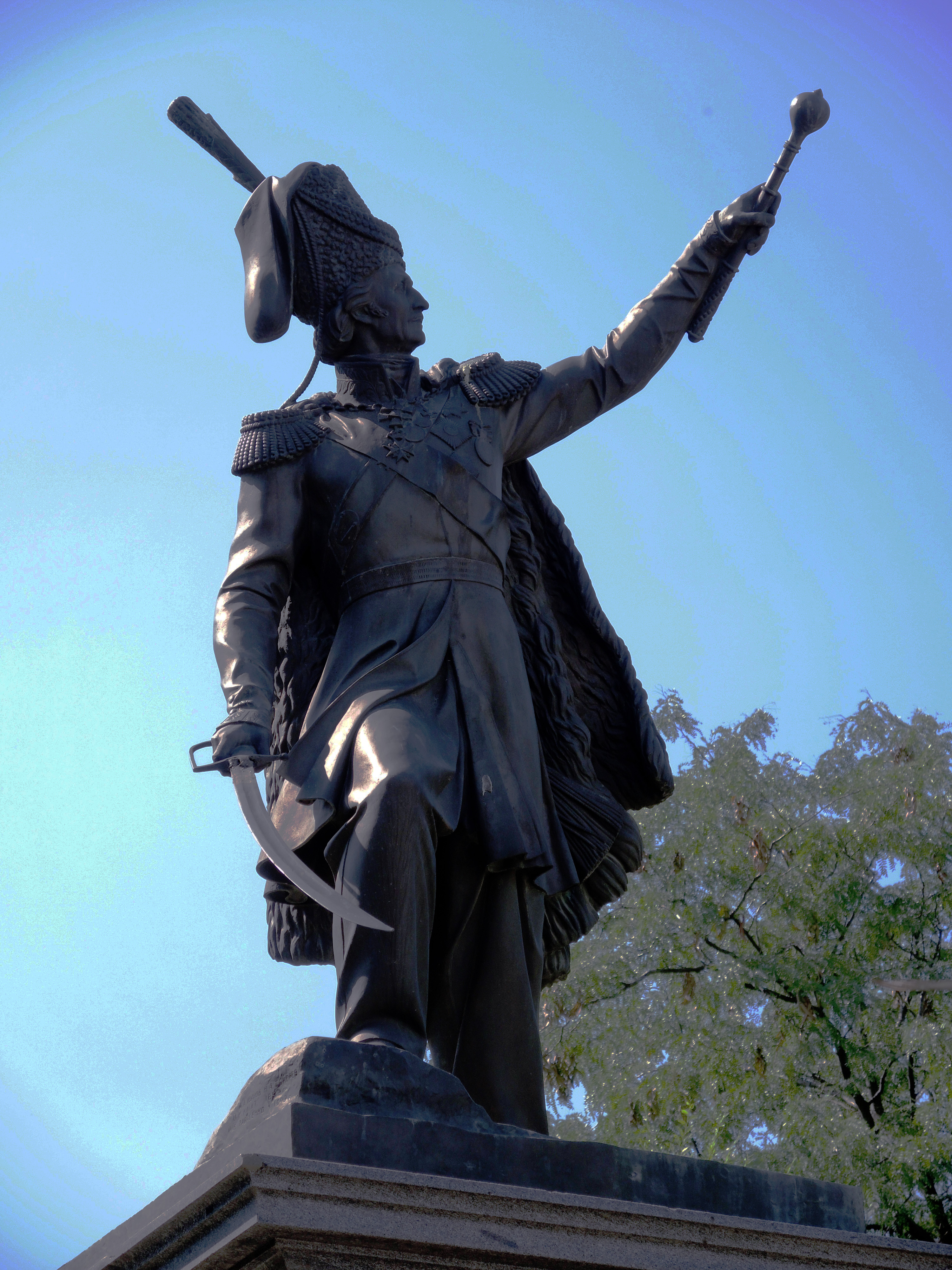
Памятник М. И. Платову

Воссозданный памятник М. И. Платову пока не имеет законченного первоначального вида. Не сохранилась и не воссоздана ажурная металлическая ограда вокруг памятника, не установлены по углам ограды пушки образца Отечественной войны 1812 года, не восстановлен в первоначальном виде фонтан в центре сквера. Оригинальный монумент после демонтажа хранился до 1930 года под лестницей Донского музея, после чего он был переплавлен на подшипники на местном заводе им. Никольского.

### Атаманский дворец
Объект культурного наследия № 6101011000, 

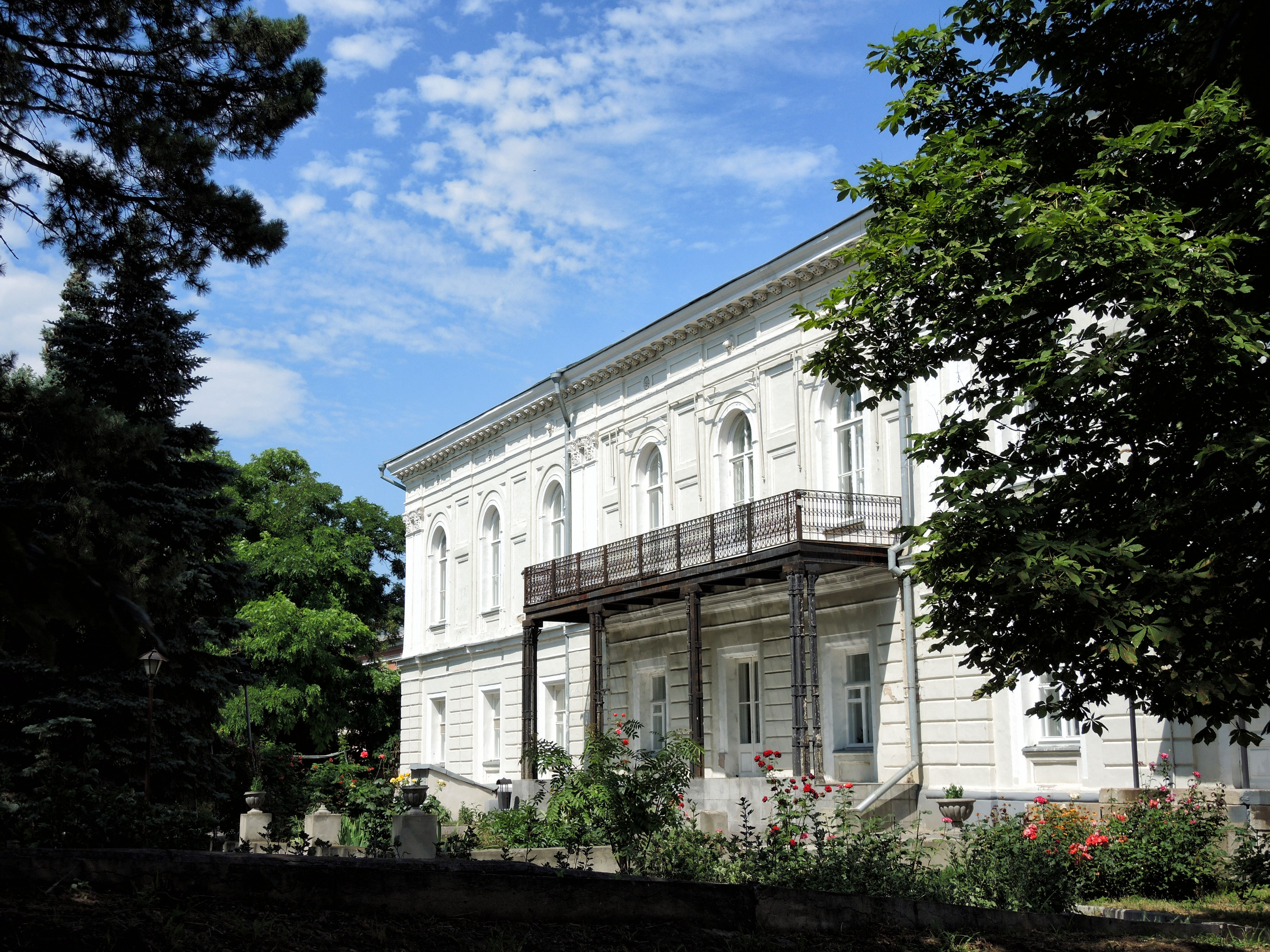
Ансамбль атаманского дворца

Двухэтажный дворец в стиле ампир работы архитектора И. О. Вальпреде служил резиденцией наказного атамана. Фасад обращён к Платовскому проспекту. Во дворце останавливались императоры Александр II, Александр III, Николай II. В советское время здание занимал Горком КПСС, а в 90-е годы — городская администрация. С 2001 года бывшая атаманская резиденция является филиалом музея истории Донского казачества.